# Męczeństwo św. Andrzeja
Męczeństwo świętego Andrzeja – obraz hiszpańskiego malarza barokowego Jusepe de Ribery.
Obraz stanowi część kolekcji Muzeum Sztuk Pięknych w Budapeszcie (nr katalogowy 523).
Jest to jeden z pierwszych martyrologicznych dzieł Riberry związanych z męczeńską śmiercią apostołów. Obrazuje apokryficzną scenę męczeństwa jednego z dwunastu apostołów - Andrzeja, czczonego w tradycji prawosławnej jako fundatora patriarchatu konstantynopolitańskiego. Apostoł poniósł śmierć na krzyżu w formie litery X zwanym później jako (krzyż świętego Andrzeja). Wydarzyło się to w Patras na Peloponezie w Grecji kontynentalnej.
Riberra wybrał najbardziej dramatyczny moment, gdy leżący już na krzyżu św. Andrzej dostaje ostatnią szansę na uzyskanie ułaskawienia. Kapłan pokazuje mu pogańskiego bożka i namawia do zaparcia się wiary i oddania hołdu bożkowi. Kapłan pochyla się na apostołem, który ostatkiem sił wygina się w jego stronę. Ich wzrok spotyka się, odbywa się niemy dialog między nimi. Andrzej rozkłada ramiona, zachęcając kata do zadania mu śmierci. Za zachowanie wiary gotów jest oddać swoje życie. Ciało Andrzeja dodatkowo jako jedyne skąpane jest w blasku światła, co stanowi kontrast wobec mroku, w jakim przebywają pozostałe postacie; symbolizuje również odpowiedź świętego wobec namowom kapłana.
Obraz ma diagonalną kompozycję, operowanie światłem przypomina caravaggionistów, z ich sztuką Ribera zatknął się i był ich naśladowcą. Pierwotnie obraz znajdował się w zbiorach Kaunitza w Wiedniu, skąd wraz z kolekcją Esterházyego trafił do muzeum budapeszteńskiego.